# 2014년 동계 패럴림픽 메달 집계
2014년 동계 패럴림픽 메달 집계는 2014년 동계 패럴림픽에서 획득한 메달 순으로 매긴 각국의 국가 패럴림픽 위원회들의 목록이다.

## 메달 집계
다음은 국제 패럴림픽 위원회에서 제공하는 정보를 토대로 한 표로, 금메달 · 은메달 · 동메달의 수 순서로 랭킹을 매긴다. 금은동의 수가 모두 동률일 경우, 같은 순위가 되고 IPC 국가 부호의 알파벳 순으로 목록에 표시한다.
주최국인 러시아는 연보라색으로 표시되어 있다.
| 순위 | 국가           | 금메달 | 은메달 | 동메달 | 합계 |
| ---- | -------------- | ------ | ------ | ------ | ---- |
| 1    | 러시아         | 30     | 28     | 22     | 80   |
| 2    | 독일           | 9      | 5      | 1      | 15   |
| 3    | 캐나다         | 7      | 2      | 7      | 16   |
| 4    | 우크라이나     | 5      | 9      | 11     | 25   |
| 5    | 프랑스         | 5      | 3      | 4      | 12   |
| 6    | 슬로바키아     | 3      | 2      | 2      | 7    |
| 7    | 일본           | 3      | 1      | 2      | 6    |
| 8    | 미국           | 2      | 7      | 9      | 18   |
| 9    | 오스트리아     | 2      | 5      | 4      | 11   |
| 10   | 영국           | 1      | 3      | 2      | 6    |
| 11   | 노르웨이       | 1      | 2      | 1      | 4    |
| 11   | 스웨덴         | 1      | 2      | 1      | 4    |
| 13   | 스페인         | 1      | 1      | 1      | 3    |
| 14   | 네덜란드       | 1      | 0      | 0      | 1    |
| 14   | 스위스         | 1      | 0      | 0      | 1    |
| 16   | 뉴질랜드       | 0      | 1      | 0      | 1    |
| 16   | 핀란드         | 0      | 1      | 0      | 1    |
| 18   | 벨라루스       | 0      | 0      | 3      | 3    |
| 19   | 오스트레일리아 | 0      | 0      | 2      | 2    |
| 합계 | 합계           | 72     | 72     | 72     | 216  |

## 같이 보기
- 2014년 동계 올림픽 메달 집계